# Retriever
Een retriever (Engels to retrieve, "ophalen") is een type jachthond die wild voor een jager ophaalt ofwel apporteert. In het algemeen worden jachthonden in drie groepen ingedeeld: retrievers, spaniëls, en pointers. Retrievers worden vooral gefokt om vogels en andere prooidieren te vinden en ze zonder schade naar de jager terug te brengen.
Retrievers omvatten onder andere:
- Chesapeake Bayretriever
- Curly-coated retriever
- Flat-coated retriever
- Golden retriever
- Labrador-retriever
- Nova Scotia duck tolling retriever